# 澗塘駅
澗塘駅（かんとうえき、中文表記: 涧塘站、英文表記: Jiantang station）は、中華人民共和国湖南省長沙市岳麓区にある長沙地下鉄6号線の駅である。

## 駅周辺
- 西二環
- 桐梓坡西路
- 陽明小学
- 河西望城坡商貿城